# スーパーシート
スーパーシートとは、公共交通機関の座席に設けられる特別席の名称の一つである。

## 航空機の「スーパーシート」
航空機でいうスーパーシートとは、日本航空 (JAL)、全日本空輸 (ANA)、日本エアシステム (JAS)、スカイマーク (SKY)が日本国内の航空路線で設けていた、普通席よりも上級の座席のことを言う。世界各国における国内の航空路線では国際線と同じようにファーストクラスの名称を用いている。
現在ではスーパーシートを発展させ、
- JALグループでは2004年6月1日から「クラスJ」
  - さらに2007年12月1日から「ファーストクラス」を追加して、3クラス制とする
- ANAグループでは2004年12月1日から「スーパーシートプレミアム」
  - さらに発展させ、2008年4月1日から「プレミアムクラス」

と名称を変えるとともに、各航空会社独自のサービスを展開している。現在「スーパーシート」の名称は使用されなくなったが、ANAはプレミアムクラスのロゴに小さく「super seat」と書かれており、スーパーシートから発展した座席であることがわかる。
- SKYでは2002年10月1日から「シグナスクラス」（2008年8月31日設定終了）

### 概要
- 普通席より大型で高級な座席をゆとりを持って配置し、別途料金を支払うことで快適な空の旅を味わえる。
- 普通席の搭乗客にない優遇・サービスがある。下に一覧を示す。

|                |                                           | 旧サービス     | 旧サービス     | 旧サービス  | 旧サービス        | 現サービス        | 現サービス | 現サービス |
| JAL            | JAS                                       | ANA            | SKY            | JALグループ | JALグループ       | ANA               |            |            |
| スーパーシート | スーパーシート                            | スーパーシート | スーパーシート | クラスJ     | ファースト クラス | プレミアム クラス |            |            |
| 主なサ｜ビス   | 専用チェックインカウンターの利用          | ○              | ○              | ○           | ×                 | ×                 | ○          | ○          |
| 主なサ｜ビス   | 手荷物許容量の緩和                        | ×              | ×              | ×           | ×                 | ×                 | +25 kg     | +35 kg     |
| 主なサ｜ビス   | ラウンジ利用                              | ●              | ○              | ●           | －                | ×                 | ○          | △          |
| 主なサ｜ビス   | 優先搭乗                                  | ○              | ○              | ○           | ●                 | ×                 | ○          | ○          |
| 主なサ｜ビス   | 普通座席より豪華な座席                    | ○              | ○              | ○           | ○                 | ○                 | ○          | ○          |
| 主なサ｜ビス   | ウェルカムドリンク                        | ×              | ×              | ×           | ●                 | ×                 | ×          | ×          |
| 主なサ｜ビス   | 機内食または茶菓                          | ○              | ○              | ○           | ●                 | ●                 | ○          | ○          |
| 主なサ｜ビス   | 優先手荷物引渡し                          | ○              | ○              | ○           | ●                 | ×                 | ○          | ○          |
| 主なサ｜ビス   | ボーナスマイレージ                        | ○              | ○              | ○           | －                | +10 %             | +50 %      | +50 %      |
| 設定機材       | ボーイング747                             | ○              | －             | ○           | －                | ○                 | ×          | ○          |
| 設定機材       | ボーイング777-300                         | ○              | ○              | ○           | －                | ○                 | ×          | ○          |
| 設定機材       | ボーイング777-200                         | ○              | ○              | ○           | －                | ◯                 | ○          | ○          |
| 設定機材       | ボーイング787-9                           | －             | －             | －          | －                | －                | －         | ○          |
| 設定機材       | ボーイング787-8                           | －             | －             | －          | －                | ○                 | ○          | ○          |
| 設定機材       | エアバスA350-900                          | －             | －             | －          | －                | ○                 | ○          | －         |
| 設定機材       | エアバスA300-600R                         | －             | ○              | －          | －                | ○                 | ×          | －         |
| 設定機材       | ボーイング767-300                         | ○              | －             | ●           | △                 | ○                 | △          | ○          |
| 設定機材       | エアバスA321                              | －             | －             | ●           | －                | －                | －         | ○          |
| 設定機材       | ボーイング737-400                         | ×              | －             | ×           | ×                 | △                 | ×          | －         |
| 設定機材       | ボーイング737-700                         | －             | －             | －          | －                | －                | －         | △          |
| 設定機材       | ボーイング737-800                         | －             | －             | －          | －                | ○                 | ×          | ○          |
| 設定機材       | ボーイング（旧マクドネル・ダグラス）MD-90 | －             | ×              | －          | －                | ○                 | ×          | －         |

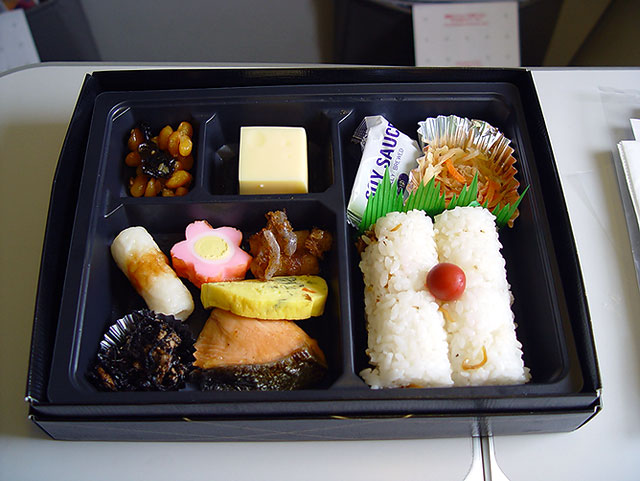
スーパーシート時の機内食一例 (JAL)

凡例：○ - 設定   △ - 一部設定   ● - 一時期設定、後に設定取りやめ   □ - 今後設定予定   × - 未設定   － - 該当なし
1. ↑  JALの機材を使用した日本トランスオーシャン航空 (JTA)便、ANAの機材を使用したエアーニッポン (ANK)便でも設定されていた。
2. ↑  茶菓のみ、2011年3月をもって終了。
3. ↑  元JASからの移籍機では、JAS時代にスーパーシートとレインボーシートとして設定していた座席を、クラスJに設定していた（「W91」コンフィグレーション）。これらの機材は、ファーストクラス・クラスJ設定の3クラス仕様（「W14」コンフィグレーション）に順次改修が進められ、JA009Dを最後に消滅した。
4. ↑  元JASからの移籍機（旧スーパーシート・旧レインボーシートをクラスJとして設定している機材）では未設定であったが、全機3クラス仕様に改修された。
5. ↑  期間限定で、ボーイング787-8近距離国際線仕様のビジネスクラス座席（ANA BUSINESS CRADLE）を使用している。
6. ↑  “JAL国内線 - Welcome New Sky”. 2014年5月27日時点のオリジナルよりアーカイブ。2014年5月27日閲覧。
7. ↑  “JAL、国内線767にファーストクラス導入　新仕様機材「スカイネクスト」は77機に” (2014年1月31日). 2014年5月28日時点のオリジナルよりアーカイブ。2014年5月27日閲覧。
8. ↑  国内線機材を順次「JAL SKY NEXT」仕様に改修。その中で国内線仕様の767-300ERの9機にファーストクラスの設定が予定されている[6][7]。
9. ↑  元国際線の機材には設定されていない場合がある（機材運用都合を参照）。国内線機材と同等の座席配置に順次改修が進められる。
10. ↑  日本トランスオーシャン航空に全機移管された。一部の便では設定されない。
11. ↑  JALエクスプレス（JEX）の機材で運航されるJAL便で、普通席のみ設定の機材では未設定であったが、全てクラスJ設定機材に改修された。

サービス内容の詳細については、下記外部リンクを参照されたい。

#### 機材運用都合
国際線機材を国内線で使用する場合、JALはファーストクラス座席とビジネスクラス座席がクラスJとして、ANAはファーストクラス座席がプレミアムクラスとして割り当てられる。ビジネスクラスの設定が多い機材等、上級座席が供給過剰となる機材を使用する時は、すべて普通席として運用する場合がある。なお、スーパーシート時代には国際線機材を使用する場合すべて普通席として運用する場合が多かったが、その場には当該座席を普通運賃利用者や上級会員などに優先して割り当てることが多かった。

### 「スーパーシート」からの変更
「クラスJ」と「ファーストクラス」の違いは日本航空インターナショナル#国内線機内クラスを、「スーパーシートプレミアム」から「プレミアムクラス」への変更は「スーパーシートプレミアム」を参照。
スーパーシートからの変更においては、各航空会社で異なったアプローチの仕方が見られた。なお
- 2004年にJALとJASが統合し新たに誕生したJALは、スーパーシートをJASの中間クラスだった「レインボーシート」に似た「クラスJ」に衣替えした。言い換えれば「スーパーシートの大衆化」である。料金を低廉にし、ほとんどの割引運賃と組み合わせて予約可能とすることで、搭乗客は安い料金でより快適な座席での旅が楽しめる一方で、「クラスJ」導入後に、専用カウンター、優先搭乗、機内食、優先手荷物引渡しのサービスが打ち切られ、座席配置も従来のスーパーシートのそれに比べれば若干窮屈になったことから、従来からスーパーシートを利用していた搭乗客にとってはサービスの簡素化となったと受け止められた。ANAが後に行ったスーパーシートの高級化が好評であったことから、後に対抗措置として「国内線ファーストクラス」を追加導入すると発表した。
- ANAは「スーパーシートの高級化」を行い「スーパーシートプレミアム」とした。2004年12月から羽田空港のターミナルが第2旅客ターミナルへ移転するのを機に、料金をやや引き上げ、スーパーシートサービスをより高級化した。おおむね好評であったが、割引運賃との組み合わせに制限があるうえ、東京 - 大阪間のように飛行時間の短い路線では価格分の効果が出てこない、という声もある。後にJALが導入を発表した「ファーストクラス」に対抗し、「スーパーシートプレミアム」をさらに高級化させながらJALの「ファーストクラス」よりは若干安価に設定した「プレミアムクラス」への変更を行った。
  - ANAでは順次、「プレミアムクラス」仕様の座席へ交換を進めるとしており、ボーイング737型は2008年11月までに、ボーイング767型は2008年12月までに、ボーイング747も2009年4月までに、各機種全ての機材で改修を完了する予定と発表している。ボーイング777型については、全ての機材の改修が完了した。機種により、同じ「プレミアムクラス」仕様の座席でも、シートスペックが多少異なっている。
- SKYはウェルカムドリンクや温めた機内食の提供などで他社との差別化を図っていたが、2006年2月1日に運賃体系、飲物提供などのサービス体系を見直し運賃を大幅に下げた。それと同時にシグナスクラスのサービス・料金が共に見直された。その結果、シグナスクラスにおいて従来提供されていたサービスが大幅に縮小され、普通席との間に見られる差異はシートサイズのみとなった。シグナスクラスが設定されていないボーイング737への機材移行が順調に進み、2008年8月31日をもってシグナスクラスは廃止された。

### 歴史
- 1985年11月1日 - ANAが747にスーパーシートを設定。以降、747、777、A321は機材導入と同時に設定。
- 1986年3月1日 - JALがスーパーシートを設定。以降、737を除き機材導入と同時に設定。
- 1997年4月1日 - JASが777、A300-600Rにスーパーシートを設定。以降、777、A300-600Rは機材導入と同時に設定。
- 1998年
  - 2月1日 - ANAが767-300にスーパーシートを設定。
  - 9月19日 - SKYが767-300にシグナスクラスを設定。後にスーパーシートに名称変更も、再度シグナスクラスとなる。
- 1999年3月31日 - ANAが767-300、A321のスーパーシートを廃止。
- 2004年
  - 4月 - JALグループがクラスJ改修機材の運航を開始。本設定まで普通席扱いとなる。改修機材との運用の都合上、未改修機材においてもスーパーシートサービスを行わず普通席扱いとなる便が設定される。
  - 6月1日 - JALグループがスーパーシートに変えクラスJ設定。旧レインボーシートもクラスJとなる。
  - 12月1日 - ANAがスーパーシートの名称をスーパーシートプレミアムに変更。従来よりも高級化。
- 2005年
  - 10月1日 - ANAがスーパーシートプレミアムの機内食充実化。
  - 11月1日 - ANAが767-300にスーパーシートプレミアムを設定。同時期にJALがクラスJの増席を開始。
- 2006年
  - 2月1日 - SKYがシグナスクラスのサービス内容を大幅変更。普通席との差違は座席のみとなる。
  - 10月1日 - JALグループがMD90と737にクラスJを設定。
- 2007年12月1日 - JALグループがクラスJの上位クラスとなるファーストクラスを投入。
- 2008年
  - 4月1日 - ANAがスーパーシートプレミアムをよりグレードアップしたプレミアムクラスを投入。現在のスーパーシートプレミアムから順次改修。
  - 8月31日 - SKYがシグナスクラスの設定を終了。

## 鉄道の「スーパーシート」
鉄道でいうスーパーシートとは、JRグループ各社以外の鉄道会社が自社の特急用車両の一部に設定した、普通席よりも上級の座席（特別席）のことである。
JRグループ各社のグリーン車に相当する特別車両における座席を指すが、JRへの直通列車を運行している鉄道会社以外ではグリーン車の呼称は慣例的に使用しないため、「スーパーシート」という呼称を用いている。
2012年3月17日以降の現時点で「スーパーシート」の呼称を使用しているのは、南海電気鉄道の空港特急「ラピート」のみとなっており、同列車の5号車・6号車に連結されている特別車両の座席の名称が「スーパーシート」となっている。
- その前日までは、小田急電鉄の特急列車ロマンスカーのうち、20000形電車（RSE車）に連結されていた特別車両の座席が、自社線内及び乗り入れる箱根登山線内で使用する場合の名称として用いられていた。現在は同系列が引退したためスーパーシートは廃止され、併せて特別車両料金も廃止された。

なお、名称は異なるが「スーパーシート」と同一の趣旨で上級の座席を提供する例は、東武鉄道（コンパートメント席）と近畿日本鉄道（デラックスカー・サロンカー）にも存在する。
料金体系は、いずれの場合も、運賃、特急料金に加えてスーパーシート料金または特別席料金を支払う形を採っている。

## バスの「スーパーシート」
バスでいうスーパーシートとは、以下のバスの一部に設定した、普通席よりも上級の座席のことを指す。
- 京浜急行バス・弘南バスが運行する、品川 - 弘前間の夜行高速バス「ノクターン号」の3号車に設定された特別席の名称。スーパーシート付きの車両は弘南バスが所有していた。3号車のバスの後部にあり、座席は両側1席ずつ3列で計6席、ヘッドレストから足のせ台までの長さが204 cmとかなりゆったりしている。ほかに、1席単位で仕切ることができるカーテン、シートヒーターなどがある。料金は3,870円（こども同額）。なお、このシートは2012年12月1日品川発の運行を最後に廃止された。
- イルカ交通が運行する、名古屋 - 高岡・小矢部の高速バス「きときとライナー」に設定された特別席の名称。前方に7席設定される。普通席の横4列に対し、3列としてゆとりを提供する。料金は1,000円（こども同額。乗車券も大人同額となる）。
- 西日本ジェイアールバス・ジェイアールバス関東は、2005年11月1日 - 2006年3月31日まで、東京駅 - 大阪駅間の「スーパードリーム号」、2006年4月1日 - 2007年3月15日まで、新宿駅 - 大阪駅間の「スーパーニュードリーム号」を設定。眠るために開発された座席（スーパーシート）、マイナスイオン発生装置、消臭カーテンを設け、快眠グッズ（歯ブラシ、アイマスク、スリッパ、おしぼり、お茶）が配布されていた。通常のドリーム号の座席グレードアップに伴って廃止された。車両は「ドリーム号」等の続行便で使われるが、スーパーシートの呼称は使用されない。
- 同じく2006年4月1日 - 2007年2月5日まで、東京駅 - 大阪駅間の「プレミアムドリーム号」、2006年6月1日 - 2007年2月5日まで、同区間の「プレミアム昼特急号」を設定。2階建て車両を使用し、2階席にはスーパーシートを設定。前述のサービスに加え、FM文字放送によるニュースの提供がされていた。座席の更なるグレードアップに伴ってスーパーシートの設定は廃止された。

| スーパーシート（JR東海バス） |  | スーパーシート（JR東海バス） |
| スーパーシート（JR東海バス） |  |                              |

- ジェイアール東海バスでは、2010年6月1日から、東京駅と名古屋駅を結ぶ「ドリームなごや号」・「スーパーライナー号」の一部便において、2階席の一部に通常の座席よりも幅が広いスーパーシートを設定した。
- JRバス中国では、2010年9月17日から、東京駅と倉敷駅を結ぶ「京浜吉備ドリーム号」において、後述の他社におけるプレミアムシートとほぼ同等の座席を「スーパーシート」として2階席の最前方4席に設定した。

この他、スーパーシート同様に上級の座席を提供する例としては、プレミアムドリーム号、ドリーム高松・松山号における「プレミアムシート」、ジェイアールバス関東の「Gシート」、京王電鉄バス・アルピコ交通・伊那バス・名鉄バスなどの「Sクラスシート」、東急バス成田空港 - 渋谷・二子玉川線の「キャプテンシート」などがある。

## 船舶の「スーパーシート」
船舶運賃は通常「等級運賃」が用いられており、スーパーシートは、モノクラスであるが、運賃とは別の料金（設備利用料）払うことにより利用できる上級の座席・船室のことを言う。「スーパーシート」の名称を使用するのは以下のみであるが、スーパーシート同様に上級の座席・船室を提供する例としては、各社において1等・特等・特別室等の名称を用いているが、運航会社により等級運賃採用している会社、モノクラス料金制を採用している会社がある。
- 石崎汽船と瀬戸内海汽船が松山港 - 呉港 - 広島港間で共同運航する高速船（スーパージェット）に設定されている。2階に大型リクライニングシートが装備され、肘掛けには個人液晶テレビが備わる。料金は800円（こども半額。2025年1月時点）。
- 1998年から2008年まで、石崎汽船が松山港 - 門司港間で運航していた高速船「シーマックス」に設定されていた。2階に大型リクライニングシートが設置され、肘掛けには液晶テレビが備わる。専属客室乗務員が乗務し、ドリンクサービスが行われた。安栄観光が旧「シーマックス」を購入して石垣港 - 波照間港間で運航する高速船「ぱいじま2」でも設定されている。料金は1,000円[1]。